# Águia Branca (kommun)
Águia Branca är en kommun i Brasilien.   Den ligger i delstaten Espírito Santo, i den sydöstra delen av landet, 800 km öster om huvudstaden Brasília. Antalet invånare är 9 517.
Följande samhällen finns i Águia Branca:
- Águia Branca

Omgivningarna runt Águia Branca är huvudsakligen savann. Runt Águia Branca är det glesbefolkat, med 20 invånare per kvadratkilometer.